# روي برادفورد
روي برادفورد (بالإنجليزية: Roy Bradford)‏ هو سياسي بريطاني (وحمل سابقاً جنسية المملكة المتحدة لبريطانيا العظمى وأيرلندا)، ولد في 7 يوليو 1921 ببلفاست في المملكة المتحدة، وتوفي بنفس المكان في 2 سبتمبر 1998. حزبياً، نشط في حزب ألستر الوحدوي. وقد انتخب عضو برلمان أيرلندا الشمالية وفي الانتخابات البرلمانية في أيرلندا الشمالية 1973 ‏، انتخب عضو برلمان أيرلندا الشمالية 1973-1974 وقد انضم خلال فترته النيابية ‏ للكتلة البرلمانية حزب ألستر الوحدوي.